# Crown of Creation meets Friends
Albums de Crown of Creation
Real Life
(1994) Darkness in your Life
(2010)
Crown of Creation meets Friends est le second et dernier album studio du groupe allemand Crown of Creation, sorti le 1er janvier 1998.

## Fond
L’album a été certifié influences de Ace of Base et Camouflage. Il a été produit par Philippe Beaucamp le 10 octobre 1994 (seulement When Time is lost) et Matthias Dorn en décembre 1995 et mixé en septembre 1997 par Matthias Dorn.
En 1994 et 1995, le groupe était en Seine-et-Marne en tournée.

## Liste des titres
Toutes les chansons ont été écrites par Thomas Czacharowski. « Friends » a été écrit par Adrian Lesch et Thomas Czacharowski.
| No  | Titre                                     | Durée |
| --- | ----------------------------------------- | ----- |
| 1.  | Angel                                     | 4:55  |
| 2.  | Gimme Hope                                | 4:41  |
| 3.  | When Time is lost                         | 6:22  |
| 4.  | Better and better                         | 4:25  |
| 5.  | Child’s Eyes                              | 5:29  |
| 6.  | Friends                                   | 5:03  |
| 7.  | Gone with the Wind (Tears in Motion)      | 4:13  |
| 8.  | You lift me up (Tears in Motion)          | 3:48  |
| 9.  | Summerdream (Tears in Motion)             | 4:14  |
| 10. | Walk the Rainbow (Trance-4-Matian)        | 4:41  |
| 11. | This is our Future (Trance-4-Matian)      | 4:54  |
| 12. | Take my Hand (Trance-4-Matian)            | 4:30  |
| 13. | My Heart and your Heart (Trance-4-Matian) | 4:37  |
| 14. | Cry out (Frank & Friends)                 | 4:06  |
| 15. | Out in the Dark (Frank & Friends)         | 3:52  |

## Personnel
- Nicole Knauer : chant
- Thomas Czacharowski : synthétiseur
- Adrian Lesch : synthétiseur
- Olaf Oppermann : guitare

## Musiciens supplémentaires
- Jeanette : chant accompagnement
- Olaf : chant accompagnement

## Production
- Matthias Dorn (Ibex Studio, Wunstorf, tous les titres sauf 3) & Philippe Beaucamp (Studio Adam, Roissy-en-Brie, #3)[4]
- Enregistrement par Matthias Dorn
- Assistance technique: Thomas Czacharowski & Adrian Lesch
- Mixage par Matthias Dorn